# Mount Doongul
Mount Doongul är ett berg i Australien. Det ligger i regionen Fraser Coast och delstaten Queensland, omkring 230 kilometer norr om delstatshuvudstaden Brisbane. Toppen på Mount Doongul är 229 meter över havet, eller 102 meter över den omgivande terrängen. Bredden vid basen är 2,4 km.
Trakten runt Mount Doongul är nära nog obefolkad, med mindre än två invånare per kvadratkilometer.. Det finns inga samhällen i närheten. 
I omgivningarna runt Mount Doongul växer huvudsakligen savannskog. Genomsnittlig årsnederbörd är 1 212 millimeter. Den regnigaste månaden är mars, med i genomsnitt 257 mm nederbörd, och den torraste är september, med 21 mm nederbörd.